# Philippe de Coëtquis
Philippe de Coëtquis (Morlaix, 1376 – Tours, 12 luglio 1441) è stato uno pseudocardinale francese.

## Biografia
Nacque a Morlaix nel 1376.
L'antipapa Felice V lo elevò al rango di cardinale nel concistoro del 12 novembre 1440.
Morì il 12 luglio 1441 a Tours.